# Stachyris erythroptera
El timalí alirrojo (Stachyris erythroptera) es una especie de ave paseriforme de la familia Timaliidae propia del sudeste asiático. 

## Distribución y hábitat
El timalí alirrojo se encuentra en la península malaya y Sumatra, además Belitung, Bangka y otras islas menores circundantes. Su hábitat natural son los bosques húmedos tropicales.